# Gérald Darmanin
Pour les articles homonymes, voir Darmanin.
Gérald Darmanin , né le 11 octobre 1982 à Valenciennes (Nord), est un homme politique français.
Membre du Rassemblement pour la République (RPR), de l'Union pour un mouvement populaire (UMP) puis des Républicains (LR), il est élu député en 2012 et maire de Tourcoing en 2014. Après avoir été élu vice-président du conseil régional des Hauts-de-France en 2016, il démissionne de l'Assemblée nationale pour cause de cumul des mandats.
Il est nommé ministre de l'Action et des Comptes publics dans les gouvernements Philippe I et II en 2017. Il adhère à La République en marche (LREM) quelques mois plus tard, après avoir été exclu des Républicains (LR). Ayant abandonné son mandat de maire de Tourcoing au profit de celui de premier adjoint après sa nomination comme ministre, il retrouve brièvement le fauteuil de maire en 2020, avant de redevenir conseiller municipal, et devient dans la foulée ministre de l'Intérieur dans le gouvernement Castex ; il est reconduit dans le gouvernement Borne et son portefeuille est élargi aux Outre-mer en juillet 2022.
Le 23 décembre 2024, il est nommé ministre de la Justice dans le gouvernement Bayrou.

## Situation personnelle

### Famille
Gérald Moussa Jean Darmanin,, naît le 11 octobre 1982 à Valenciennes (Nord).
De religion catholique, il est le fils de Gérard Darmanin, tenancier de bar à Valenciennes, et d'Annie Ouakid, concierge pour la Banque de France, complétant ses revenus en tant qu'agent d'entretien. Son grand-père paternel, Rocco Darmanin, né en 1902 à Béja en Tunisie, mineur de profession, est issu d'une famille maltaise, ayant peut-être une lointaine origine arménienne.
Son grand-père maternel, Moussa Ouakid (موسى واكيد en arabe), médaillé militaire, né en 1907 en Algérie dans le douar d'Ouled Ghalia (ex-commune mixte d'Orléansville — actuelle Chlef — dans l'Ouarsenis) a été tirailleur algérien,,,, résistant dans les Forces françaises de l'intérieur (FFI) en 1944 et un harki pendant la guerre d'Algérie,. En 2022, lors d'une visite privée accordée par l'État algérien à sa femme et lui, Gérald Darmanin a pu visiter la ville natale de son grand-père.
Gérald Darmanin se marie en juin 2010 avec Morgane Jumez, rencontrée à Sciences Po Lille où elle militait à l'UNEF. La jeune femme est alors l'attachée parlementaire de David Douillet. Le couple se sépare en 2017[réf. souhaitée].
Le 29 août 2020, il se remarie avec Rose-Marie Devillers, directrice conseil chez Havas. Ils ont été présentés l'un à l'autre par Michel Bettan, vice-président exécutif d'Havas Paris, lui-même présenté à Gérald Darmanin par Xavier Bertrand, alors secrétaire général de l'UMP, en 2009.

### Formation
Il poursuit ses études secondaires au lycée des Francs-Bourgeois, un établissement privé catholique, sous tutelle lasallienne (Frères des écoles chrétiennes) du 4e arrondissement de Paris. Il est diplômé de l'Institut d'études politiques de Lille, en 2007.

## Parcours politique

### Militant au sein du RPR
Gérald Darmanin commence à militer et adhère au Rassemblement pour la République (RPR) à 16 ans,. Il est d'abord proche de Jacques Toubon, dont il devient l'assistant parlementaire au Parlement européen au cours de son année d'étude à l'étranger. Il intègre la direction des Jeunes du RPR. Avec la création de l'Union pour un mouvement populaire (UMP), dont il est particulièrement critique, il est, comme la plupart des anciens dirigeants des Jeunes du RPR, évincé de la direction des Jeunes populaires au profit des Jeunes libéraux en 2003.

### Débuts au sein de l'UMP
Gérald Darmanin rejoint Christian Vanneste en 2004, après la condamnation de ce dernier en première instance pour des propos homophobes (jugement cassé en 2008). Pour le journaliste Jean-Baptiste Forray, Darmanin suit Vanneste dans « la zone grise à la lisière de la droite et de l'extrême droite ». En 2005, il lui succède comme délégué de l'UMP dans la dixième circonscription du Nord. D'après l'universitaire Anne-Sophie Petitfils, il « procède à un travail de sélection implicite des adhérents les plus attachés à la personne du député » et, près de deux ans avant le premier tour des élections législatives de 2007, met en œuvre une stratégie qui « s’apparente à une forme de néo-clientélisme », consistant à « offrir des biens divisibles et [à] proposer des interventions personnelles à ses électeurs ». Selon la journaliste du Canard enchaîné Anne-Sophie Mercier, Darmanin adopte une position catholique traditionaliste à « tendance intégriste » et une position homophobe. Par l'entremise de Guy de Chergé, il collabore en 2008 au mensuel d'extrême-droite Politique magazine, organe de presse du mouvement royaliste Action française, inspiré de Charles Maurras et lié au mouvement Restauration nationale,,. En décembre 2022, lors d'un débat sans vote sur le projet de réforme sur l'immigration, il cite l'historien monarchiste Jacques Bainville, référence de l'extrême droite, pour soutenir sa position que « l'immigration fait partie de la France et des Français ». L'Action française se désolidarise de ces propos jugés contradictoires.
Directeur de campagne de Christian Vanneste pour les élections législatives de 2007 et les élections municipales de 2008, lors desquelles il est élu conseiller municipal, il préside le groupe UMP et apparentés au conseil municipal de Tourcoing depuis le retrait de ce dernier. Au niveau national, il est conseiller aux affaires juridiques au sein de l'UMP auprès de Xavier Bertrand, alors secrétaire général du parti.
Il est élu conseiller régional du Nord-Pas-de-Calais en mars 2010.
En juin 2011, il est le chef de cabinet de David Douillet au secrétariat d'État chargé des Français de l'étranger, puis au ministère des Sports avant d'être nommé directeur de cabinet le 13 avril 2012.

### Député du Nord et élu local
Gérald Darmanin est élu député de la dixième circonscription du Nord le 17 juin 2012, lors de laquelle il crée le lobby Cadets-Bourbons. Lors de la séance d'élection du président de l'Assemblée nationale Claude Bartolone, le 26 juin 2012, il est secrétaire de séance, étant un des six plus jeunes députés de France.

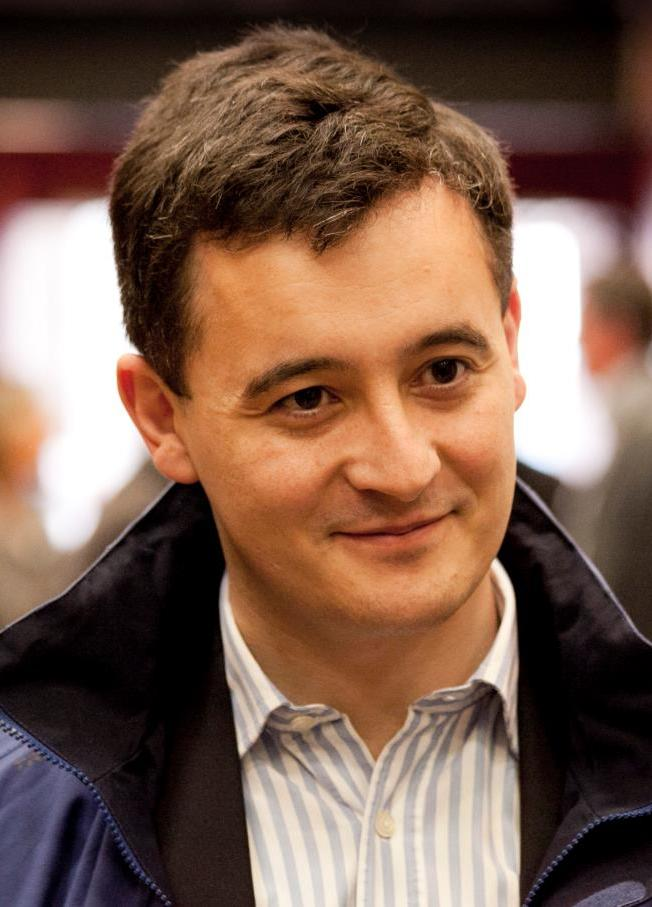
Gérald Darmanin en 2013.

Il est l'un des députés UMP à voter en octobre 2012 contre le Pacte budgétaire européen. Le 6 juillet 2012, il appelle la ministre des Sports Valérie Fourneyron à « interdire le port du voile sur les terrains de football de notre pays » en réponse à la décision prise la veille par la FIFA. Il signe la déclaration de principe du courant « La Droite populaire » et soutient la candidature de Xavier Bertrand pour la présidence de l'UMP lors du congrès d'automne 2012 dont il est le coordinateur, avant de se rallier à François Fillon.
Après l'appel lancé par des associations de parents à retirer les enfants de l'école pour protester contre l'introduction de contenus inspirés de ladite « théorie » du genre, il déclare : « La théorie du genre est absurdité absolue. Il faut s’y opposer totalement ».
En mars 2014, il se présente aux élections municipales à Tourcoing, sollicitant entre autres les votes de la communauté musulmane lors d'une rencontre privée à laquelle participait selon le média Mediapart le prédicateur Hassan Iquioussen, ainsi que la personnalité locale Salim Achiba, ancien adjoint de Christian Vanneste. Sa liste l'emporte avec 45,6 % des voix au second tour de l'élection, devant celle conduite par le maire sortant Michel-François Delannoy, faisant ainsi passer la mairie de Tourcoing à droite. Ayant rétabli l'accès automobile au centre-ville, il déclare alors : « La voiture en soi n’est pas polluante ».
En mai 2014, touché par le plafonnement des indemnités à cause de ses mandats de député du Nord, de vice-président de la Métropole européenne de Lille (72,5 % de l'indice brut 1 022), de président des syndicats mixtes SMALIM (voir Aéroport de Lille-Lesquin) et SMIRT (Syndicat mixte intermodal régional de transports) notamment, Gérald Darmanin annonce vouloir renoncer « au cumul des indemnités » et à ses 3 100 euros d'indemnités comme maire de Tourcoing. Les adjoints au maire acceptent également une réduction de 5 % de leurs indemnités.
En septembre 2014, il devient porte-parole de la campagne de Nicolas Sarkozy, candidat à la présidence de l'UMP. Après la victoire de celui-ci, il est nommé, le 4 décembre, secrétaire général adjoint aux élections.
Il est directeur de campagne de Xavier Bertrand pour les élections régionales de 2015 en Nord-Pas-de-Calais-Picardie. Après sa victoire, en situation de cumul de mandats, il démissionne de son poste de député. Il est élu vice-président du conseil régional des Hauts-de-France, chargé des transports, des infrastructures de transport, des relations internationales, des transfrontaliers, du tourisme et de la communication.
Critiquant « l'entourage » et la « méthode » de Nicolas Sarkozy, il annonce peu après qu'il quitte la direction nationale des Républicains et donc son poste de secrétaire général adjoint. Cependant, quelques mois plus tard, il lui apporte son soutien pour la primaire française de la droite et du centre de 2016. Le 29 août, il est nommé coordinateur de campagne. Le 29 novembre, après la victoire de François Fillon, il est nommé secrétaire général adjoint des Républicains, en tandem avec Annie Genevard. Dans ce cadre, sentant monter la menace d'une candidature d'Emmanuel Macron pour la droite, il publie le 25 janvier 2017 une violente tribune dans L'Opinion intitulée « Le bobopopulisme de Monsieur Macron », et dans laquelle il fustige l'ex-ministre : il voit en lui « le pur produit du système : beaux quartiers, belles études, belle fortune, belles relations » et prédit que « loin d’être le remède d’un pays malade, il sera au contraire son poison définitif ».
Le 3 mars 2017, dans le cadre de l'affaire Fillon, il renonce à soutenir le candidat LR François Fillon à l'élection présidentielle avant de démissionner de ses fonctions de secrétaire général adjoint du parti Les Républicains deux jours plus tard,.

### Ministre de l'Action et des Comptes publics

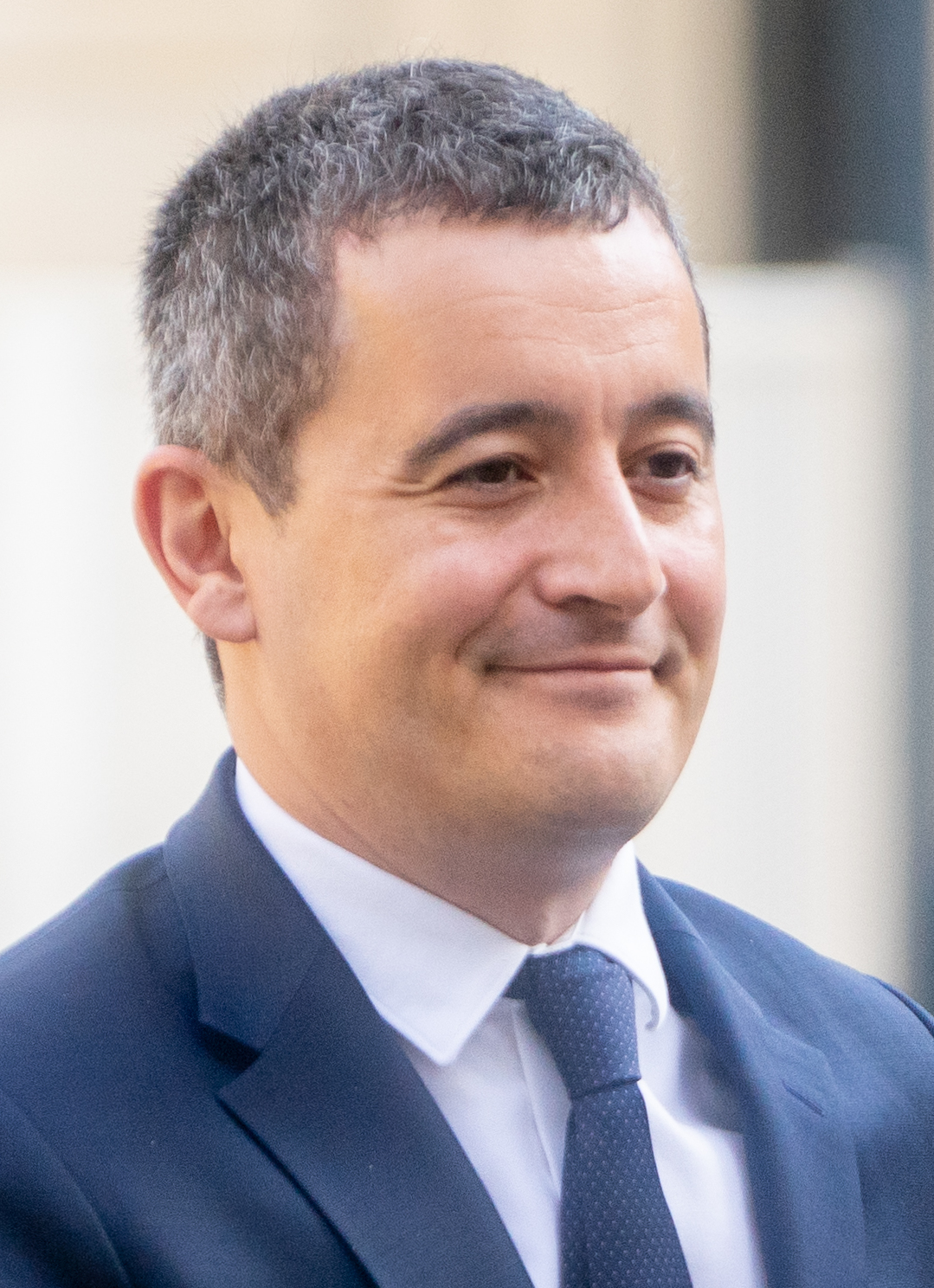
Gérald Darmanin en 2019.

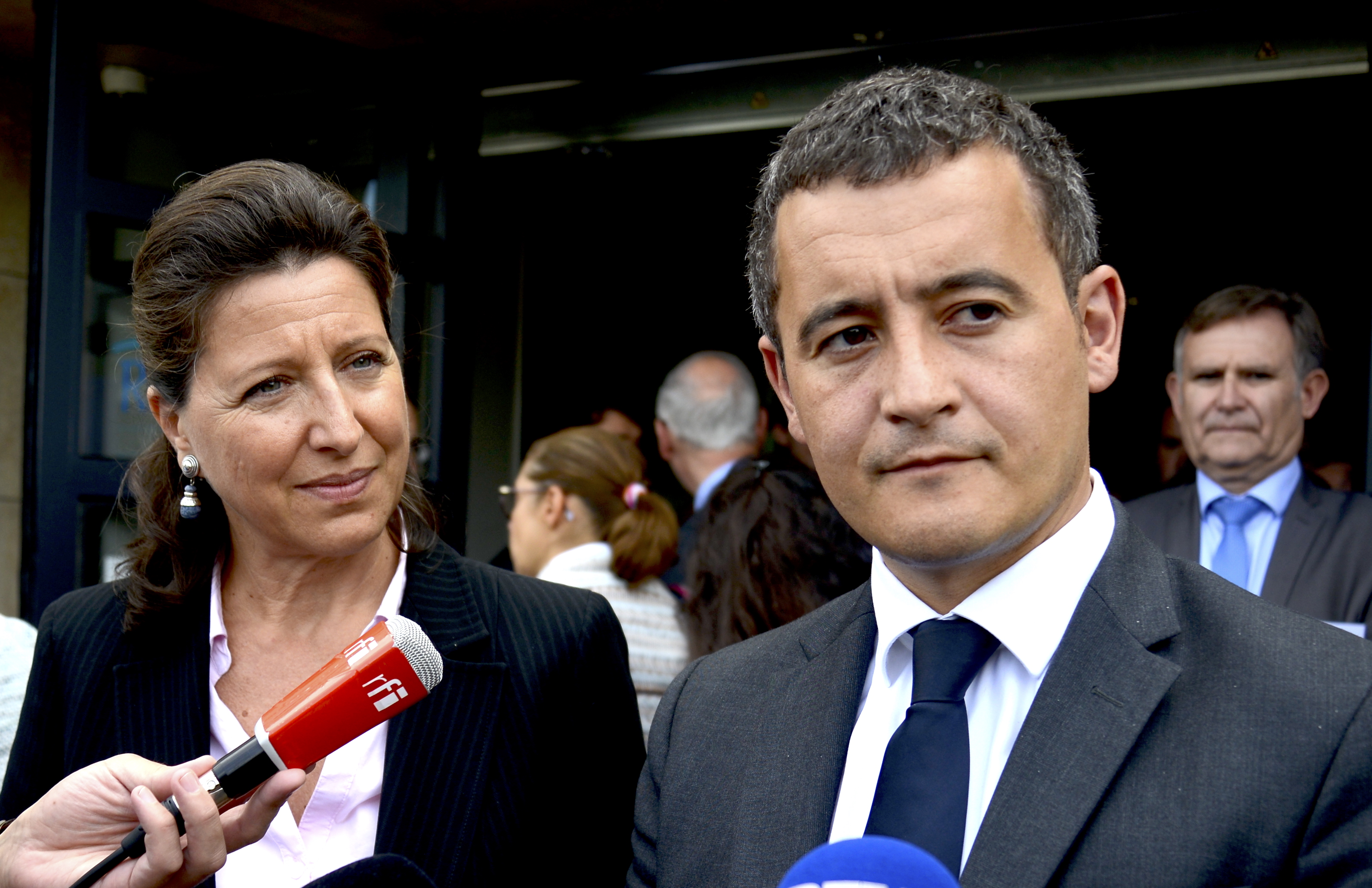
Agnès Buzyn et Gérald Darmanin lors d'un déplacement ministériel le 05 septembre 2017 à Dijon.

Le 17 mai 2017, il est nommé ministre de l'Action et des Comptes publics au sein du gouvernement d'Édouard Philippe après l'élection d'Emmanuel Macron, qu'il qualifiait encore quelques mois plus tôt de « bobopopuliste », « démagogue », « poison définitif » de la Ve République et de « pur produit du système ». Bernard Accoyer annonce alors qu'il ne fait plus partie des Républicains. Cependant, François Baroin annonce dès le lendemain qu'il n'est pas formellement exclu du parti. Il est exclu des Républicains le 31 octobre 2017, avec le ministre Sébastien Lecornu et les députés Franck Riester et Thierry Solère. Le 25 novembre 2017, il adhère à La République en marche.
Selon la règle tacite édictée par l'Élysée, un ministre doit démissionner de son mandat de maire dans le mois qui suit sa nomination,. Il annonce le 3 août 2017 qu'il quittera son poste de maire le 1er septembre 2017, ce qu'il fait en restant premier adjoint au maire de Tourcoing.
Il est épinglé par Mediapart pour avoir passé en août 2017 ses vacances en Corse dans la villa de « l’ancien président de la chambre de commerce d’Ajaccio, condamné pour trafic de drogue international ». Il porte plainte pour diffamation, mais le média est relaxé, les juges reconnaissant « le droit de Mediapart de publier des informations d’intérêt général » et constatant « l’absence de caractère diffamatoire des propos ».
Il porte la réforme du prélèvement de l'impôt à la source, initiée sous le quinquennat précédent et qui entre en vigueur début 2019.
Lors du mouvement des Gilets jaunes, il se plaint des « additions dans les restaurants parisiens tournant autour de 200 euros lorsque vous ne prenez pas de vin », ce qui est perçu comme un élément de déconnexion entre le train de vie des personnalités politiques et le quotidien des Français,. Peu après, il déclare que « c'est la peste brune qui a manifesté » à Paris.
En mars 2019, il annonce devant une assemblée d'étudiants de l'ESSEC la volonté du gouvernement de supprimer la déclaration de revenus annuelle pour les personnes dont la situation fiscale n'évolue pas d'une année sur l'autre,. Il considère que « cela permettra de simplifier la vie des citoyens et de faire des économies ». Cette mesure pourrait être mise en place à partir de 2020 ou 2021.
Le 9 mars 2019, il indique s'interroger sur la suppression de la taxe sur l'audiovisuel public, ou redevance télévisuelle. Il justifie cette proposition par les difficultés pour adresser cet impôt, alors que la taxe d'habitation sur laquelle il est prélevé est amenée à disparaître. Il précise qu'il a proposé cette suppression à Emmanuel Macron et à Édouard Philippe,.
Alors qu'il est au gouvernement, il se présente comme tête de liste aux élections municipales de 2020 pour redevenir maire de Tourcoing,. La liste qu'il conduit l'emporte dès le premier tour avec 60,9 % des suffrages, dans le contexte de la pandémie de Covid-19 et alors que la majorité présidentielle enregistre un résultat d'ensemble défavorable à l'issue de ce tour. Élu maire le 23 mai 2020, il cumule ce mandat avec sa fonction de ministre, contrairement à la pratique instaurée par Lionel Jospin en 1997 et à la promesse faite par l’exécutif avant les élections,, ; il y est autorisé par Emmanuel Macron et Édouard Philippe, alors qu'il envisage de quitter le gouvernement dans le cas contraire.

### Ministre de l'Intérieur

#### Nomination et élections

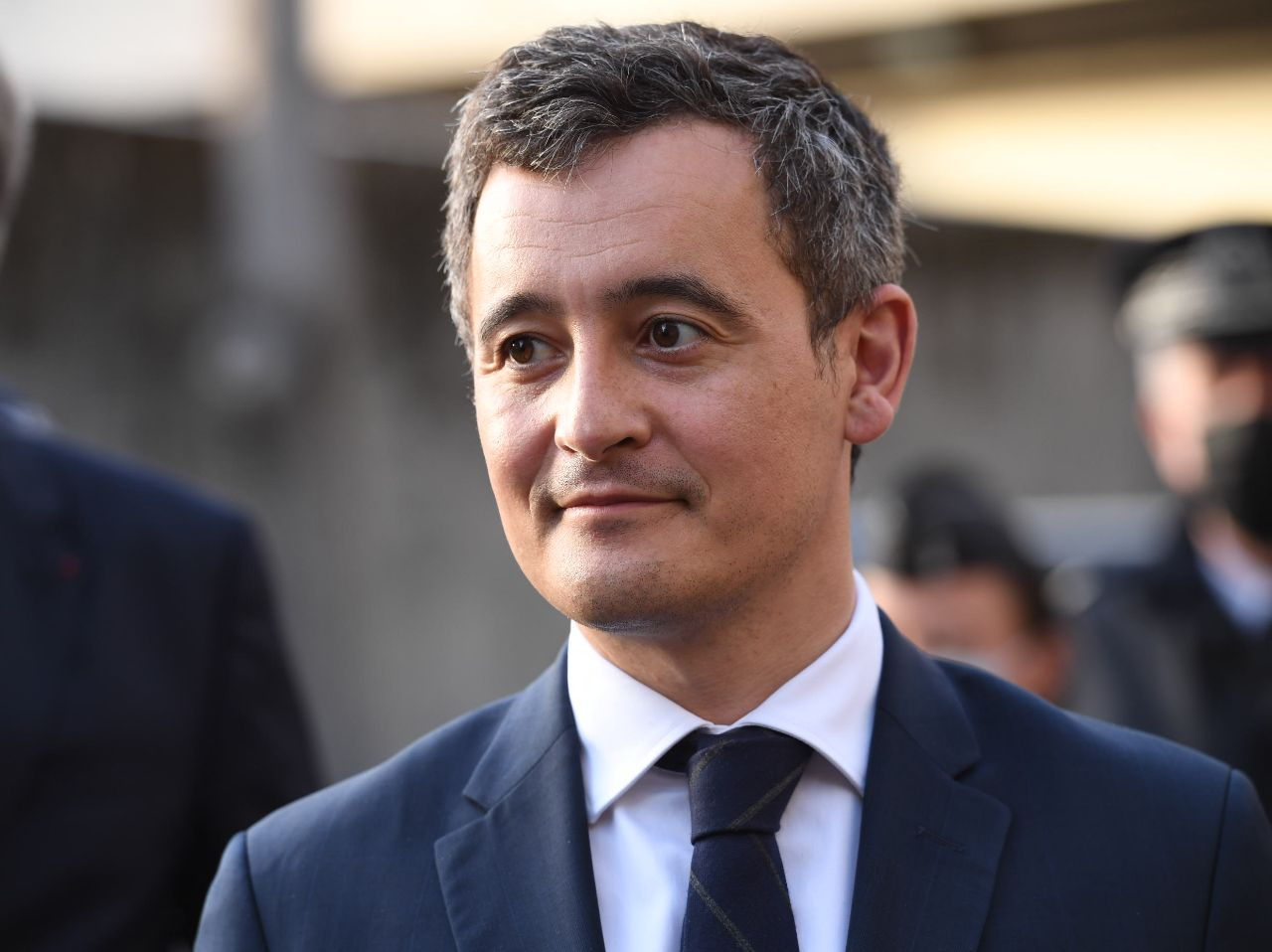
Gérald Darmanin en février 2021, lors d'un déplacement.

Le 6 juillet 2020, il est nommé ministre de l'Intérieur au sein du gouvernement du nouveau Premier ministre, Jean Castex. Il démissionne alors du conseil régional des Hauts-de-France et, après avoir annoncé qu'il quitterait ses fonctions de maire de Tourcoing le 14 juillet 2020, indique qu'il démissionnera de ce mandat fin août 2020,. Le 7 juillet a lieu la passation des pouvoirs avec son prédécesseur, Christophe Castaner, tandis que des manifestations sont organisées place Beauvau et devant l'église de la Madeleine par des activistes et des associations féministes ainsi que des acteurs de la protection des droits de l'homme, pour dénoncer sa nomination au ministère de l'Intérieur, Gérald Darmanin étant visé par une enquête concernant une accusation de viol (voir infra),,,. Est notamment mis en avant le conflit d’intérêts que constituerait le fait qu’il dirige, comme ministre de l'Intérieur, les services d’enquête chargés d’investiguer la plainte qui le vise,. La militante féministe Anaïs Leleux saisit, sur ce point du conflit d'intérêts, la Haute Autorité pour la Transparence de la vie publique. Néanmoins, le cabinet de Gérald Darmanin affirme que celui-ci a signé « une lettre de déport sur l’instruction le concernant », « le jour de sa prise de fonction », et rappelle que si des policiers devaient participer à l’enquête, ils seraient sous l’autorité du juge d’instruction, lequel est indépendant. Une tribune de soutien appelant à la « retenue » et au respect de la « présomption d'innocence » est signée par environ 200 élus proches du ministre, dont Xavier Bertrand, tandis qu’une autre appelant à la démission du ministre, à l’initiative du collectif #NousToutes, l’est par 20 000 jeunes de 13 à 25 ans. Âgé de 37 ans, il devient le plus jeune ministre de l'Intérieur de la Ve République. Son directeur de cabinet est Pierre de Bousquet de Florian, alors coordonnateur national du renseignement et de la lutte contre le terrorisme sous l'autorité d'Emmanuel Macron qui « a souhaité procéder à ce mouvement » selon Le Monde. Son cabinet est composé du premier cercle de son précédent cabinet à Bercy, issu pour partie de LR, et de transfuges de l'Élysée.
Il est candidat aux élections départementales de 2021 dans le canton de Tourcoing-2, en binôme avec Doriane Bécue, qui lui a succédé à la mairie de Tourcoing à l'été 2020. Il déclare conserver une « amitié particulière » pour Xavier Bertrand, candidat dans le même temps à sa réélection pour les élections régionales de 2021 dans les Hauts-de-France ainsi qu'à l'élection présidentielle de 2022, dont il avait été directeur de campagne en 2015, et l'appelle à soutenir Emmanuel Macron. Lors des élections régionales dans les Hauts-de-France, Gérald Darmanin fait campagne dans le Nord. La liste sur laquelle il figure n'obtient que 10,2 % des voix, loin derrière les listes menées par Xavier Bertrand (38,9 %), Sébastien Chenu (22,7 %) et Karima Delli (22,6 %).
Le 5 mai 2022, Gérald Darmanin annonce sa candidature aux élections législatives de 2022 dans la 10e circonscription du Nord, « après en avoir discuté avec le président de la République ». Au soir du second tour, le 19 juin, il est réélu député du Nord avec 67,15 % des suffrages face à Leslie Mortreux, son adversaire de la NUPES.
Lors des élections législatives anticipées des 30 juin et 7 juillet 2024, le ministre de l'Intérieur se représente au poste de député de cette circonscription. Lors du premier tour, il arrive en tête devant un candidat RN, Bastien Verbrugghe, de peu devancé, et une candidate LFI-NFP, loin derrière qualifiée - Leslie Mortreux elle-même. La gauche est troisième et applique le principe de désistement. Darmanin remporte cette élection par 61 % des voix.

#### Actions contre l'islam radical
Le 18 octobre 2020, soit le surlendemain de l'assassinat de Samuel Paty, Gérald Darmanin réunit les préfets et leur ordonne d'arrêter et d'expulser du territoire les quelque 231 étrangers en situation irrégulière qui se trouvent dans le fichier des signalements pour la prévention de la radicalisation à caractère terroriste (FSPRT).
Le 19 octobre 2020, le ministre ordonne la fermeture de la grande mosquée de Pantin, son recteur M'hammed Henniche ayant publiquement admis avoir relayé une vidéo mettant en cause Samuel Paty, exactement une semaine avant qu'il ne soit assassiné à Éragny,. Le 9 avril 2021, la grande mosquée de Pantin rouvre sous surveillance, quelques jours avant le début du Ramadan. Cette réouverture, négociée entre la mosquée et l'exécutif, ayant été obtenue à une seule condition, fixée par ce dernier : le départ du recteur M'hammed Henniche, pourtant réélu récemment.
Le 23 juillet 2021, il annonce sur son compte twitter avoir obtenu la destitution de deux imams (Mohamed el Mehdi Bouzid de la mosquée Ennour de Gennevilliers et Mmadi Ahamada de la mosquée Attakwa de Saint-Chamond) à qui il reprochait d'avoir tenu des propos « tout simplement inacceptables » et « attentatoires à l'égalité femmes-hommes » dans des sermons (khoutab) datant respectivement du 4 juin et du 20 juillet 2021 (premier jour de l'Aïd el-Kébir). Ces licenciements à la demande de l'exécutif interviennent « dans le cadre de la lutte contre le séparatisme » et déclenchent une polémique, puisqu'ils suscitent l'incompréhension, voire le mécontentement, d'une partie des fidèles des deux mosquées et des musulmans de France.
Le 28 juillet 2022, il annonce sur Twitter l'expulsion prochaine de l'imam Hassan Iquioussen, né en France en 1964, en faisant état de « discours haineux à l’encontre des valeurs de la France contraire à nos principes de laïcité et d’égalité entre les femmes et les hommes », à la suite d'une note de la préfecture du Nord.

#### Dissolutions de groupes à sa demande
La période de Gérald Darmanin en tant que ministre de l'Intérieur est marqué par plusieurs dissolutions de groupes, notamment considérés politiquement proches de l'extrême droite, de l’extrême gauche ou d'organisations islamistes.
Gérald Darmanin annonce le 26 janvier 2021 avoir demandé à ses services de réunir les éléments permettant d'étudier une proposition de dissolution de Génération identitaire. Cette proposition du ministre, « se déclarant scandalisé par le travail de sape de la République des militants de Génération identitaire », fait suite à la demande d'élus d'Occitanie après une opération anti-migrants, la « mission Pyrénées », menée par le groupuscule dans leur région,. Gérald Darmanin engage alors la procédure de dissolution, qui aboutit le 3 mars 2021 à la dissolution de l'organisation d'extrême-droite par le Conseil des ministres.
Le 17 septembre 2021, il annonce sur son compte Twitter avoir lancé une procédure de dissolution à l'encontre de la maison d'édition « Nawa » au motif que celle-ci diffuserait des ouvrages « légitimant le jihad » et « en contestation directe avec des valeurs occidentales ». La veille, les avoirs de l'association et de ses dirigeants avaient été gelés sur décision ministérielle. Le 29 septembre 2021, Gérald Darmanin officialise la dissolution de la maison d'édition en Conseil des ministres.
Gérald Darmanin fait un signalement au ministère de la Justice pour dissoudre le groupe antifasciste lyonnais GALE, le 30 mars 2022 en utilisant les modifications de la « loi séparatisme » promulguée en août 2021. Pascale Léglise, directrice des libertés publiques et des affaires juridiques au ministère de l'Intérieur justifie cette dissolution par l'« accumulation de faits présentés comme des agissements violents ou des provocations à la violence et à la haine contre les forces de l'ordre et l'extrême droite ». Les avocats Olivier Forray et Agnès Bouquin déposent début avril 2022 un référé liberté auprès du Conseil d'État. Olivier Forray explique au Conseil d'État que les accusations sont imprécises et que si l'on vérifie les faits au cas par cas, on se retrouve à chaque fois avec des contrevérités. Dans sa décision du 16 mai, le conseil d'État déclare que « les éléments avancés par le ministre de l'Intérieur ne permettent pas de démontrer que la GALE a incité à commettre des actions violentes et troublé gravement l'ordre public » et suspend la dissolution,.

#### Projets de loi
Gérald Darmanin porte, avec Marlène Schiappa, le projet de loi confortant le respect des principes de la République (dit « projet de loi contre le séparatisme »). Le projet est adopté en première lecture à l’Assemblée nationale le 16 février 2021, par 347 voix pour, 151 voix contre et 65 abstentions. Le 23 juillet 2021, après des mois d'allers-retours entre le Palais Bourbon et le Sénat, la version finale du texte est adoptée définitivement par le Parlement à la suite d'un vote des députés (par 49 voix pour, 19 contre et 5 abstentions).
En juillet 2022, il annonce un projet de loi sur l'asile et sur l'immigration, que la Première ministre Élisabeth Borne décide de faire précéder d'un débat à l'automne. Sans majorité absolue à l’Assemblée nationale, le ministre de l’Intérieur échoue à trouver un compromis entre Les Républicains et l’aile gauche de Renaissance. Le rejet au Parlement du projet de loi immigration en décembre est analysé comme une défaite personnelle pour Gérald Darmanin. Après cet échec, il présente sa démission au chef de l’État, qui la refuse[non neutre],. Celui-ci reste en poste mais ressort affaibli.

#### Critiques et polémiques
Dans un entretien au Figaro peu après sa prise de fonction, Gérald Darmanin appelle à « stopper l’ensauvagement d’une certaine partie de la société », reprenant ainsi un terme popularisé par l'extrême droite, notamment par l'auteur Laurent Obertone, et que la droite tend à s’approprier. L'usage de ce terme heurte au sein de la classe politique, y compris au sein de LREM. Auditionné trois jours plus tard par la commission des Lois de l’Assemblée nationale, il maintient et revendique l'usage du terme en renvoyant dos à dos ceux qui, d’un côté, « dénoncent ce mot » et ceux qui, de l’autre, « le promeuvent » en faisant « un lien entre insécurité et immigration ». Il déclare par ailleurs : « J’ai lu dans la presse que le mot que j’ai employé avait un lien avec « sauvage », donc avec immigration, donc avec ethnicisation. Je suis à 100 000 lieues de cela ». Une polémique médiatique s'ensuit au sujet de son désaccord affiché avec Éric Dupond-Moretti, ministre de la Justice, conduisant Jean Castex à appeler à « fermer le ban », puis Emmanuel Macron à demander à ses ministres « de ne pas créer des polémiques entre [eux] ».
Il est lauréat 2021 de l'Académie de la Carpette anglaise, pour avoir mis en service une nouvelle carte nationale d’identité sous-titrée en anglais uniquement, quand l'Allemagne fait figurer trois langues sur la sienne.
Il réinstaure des instructions écrites et chiffrées dans certains départements de la police nationale, notamment concernant les nouvelles amendes forfaitaires pour simple usage de stupéfiant. Il dément toutefois tout retour à la politique du chiffre et évoque plutôt une « politique du résultat ».

#### Fin de son passage au ministère de l'Intérieur
Gérald Darmanin quitte le ministère de l'Intérieur le 21 septembre 2024, lors de la formation du gouvernement Michel Barnier. Le sénateur LR Bruno Retailleau lui succède.
Huit jours après son départ de l'hôtel de Beauvau, le 29 septembre, il lance le mouvement Populaires lors d'un meeting de rentrée politique à Tourcoing.

### Ministre d’État, ministre de la Justice
Le 23 décembre 2024, il est nommé ministre d'État et  garde des Sceaux, ministre de la Justice du gouvernement de François Bayrou.

## Controverses

### Accusations d'homophobie
Alors qu'il vient d'être nommé ministre de l'Action et des Comptes publics en 2017, plusieurs tweets qu'il avait écrits lors des débats autour du mariage homosexuel refont surface lors de la Journée de lutte contre l'homophobie. Il y écrivait notamment son refus, en tant que maire de Tourcoing, de marier des couples homosexuels, évoquait une réforme néfaste et mettait en avant son soutien à La Manif pour tous et son opposition parlementaire au projet de loi. Il continuait également de vouloir sa suppression l'année suivante. Plusieurs médias, personnalités et associations rappellent alors ces faits et l'accusent d'homophobie,,. Gérald Darmanin dit regretter ses écrits et met en avant son manque d'expérience, tout en déclarant qu'il aurait préféré que son ancien parti ait voté un contrat d'union civile.
La même polémique et les mêmes accusations reprennent en 2020, lorsqu'il devient ministre de l'Intérieur. En lien avec les accusations de viol dont il est l'objet, une pétition lancée pour « un gouvernement qui ne promeut ni racisme, ni culture du viol, ni LGBTQIA+ phobies » recueille rapidement plusieurs dizaines de milliers de signatures,.

### Cumul des mandats et des indemnités
Dès novembre 2017, L'Obs révèle que Gérald Darmanin continue de cumuler ses mandats de conseiller régional et de vice-président de la métropole européenne de Lille avec sa fonction ministérielle. Auparavant, il avait déclaré être « pour le cumul des mandats » mais « contre le cumul des indemnités ».
Sur sa déclaration à la Haute Autorité pour la transparence de la vie publique déposée après sa nomination au gouvernement, il déclare cumuler ses indemnités de maire, de vice-président puis de conseiller régional des Hauts-de-France, de vice-président de la MEL et, depuis mai 2017, de ministre, mais également de 28 sièges au sein d'organismes publics ou privés ou de sociétés en tant que représentant d'une collectivité locale.
Selon René Dosière, la loi ne permet toutefois pas aux ministres de percevoir « plus d'une demi fois le montant de l'indemnité parlementaire », soit 2 799,89 euros bruts par mois, en plus de la rémunération de ministre de 9 940 euros. Gérald Darmanin dépasserait donc le plafond légal autorisé. Il a déclaré qu'il n'était pas au courant de cette règle.
En septembre 2018, le site d'information Médiacités révèle que plus d’un an après sa nomination comme ministre, Gérald Darmanin est toujours premier adjoint au maire de Tourcoing, vice-président de la MEL et conseiller régional, mais qu'il a abandonné la plupart de ses autres fonctions. Le site relève également ses absences et indique notamment que la région Hauts-de-France lui verse 100 % de son indemnité alors qu'il n'est présent qu'à 20 % des séances du conseil régional,.
Le 23 novembre 2018, il démissionne de son poste de vice-président de la métropole européenne de Lille.
À partir du 23 mai 2020, alors qu'il est toujours ministre de l'Action et des Comptes publics, il se trouve de nouveau en situation de cumul après avoir été élu maire de Tourcoing,. Il déclare alors que le président de la République et le Premier ministre l'ont « autorisé, pendant un temps et vu les circonstances exceptionnelles » liées à la pandémie de Covid-19, « à exercer ces deux fonctions […] mais sans cumuler les rémunérations » : il indique qu'il ne touchera pas celle liée à la fonction de maire.

### Reprise de propos antisémites
En mars 2021, certains passages de l'essai de Gérald Darmanin publié en février intitulé Le séparatisme islamiste - Manifeste pour la laïcité font surface dans le débat public à la faveur de citations repérées par la journaliste Sarah Benichou sur Twitter.
L'essai de Gérald Darmanin est consacré au « séparatisme islamiste » ; certains comprennent ainsi qu'il s'appuie sur cette vision napoléonienne des Juifs de France pour guider sa politique vis-à-vis des Musulmans de France : « Gérald Darmanin ne prend aucun recul devant le « mal » que Napoléon Ier attribue aux juifs, et qualifie la politique napoléonienne de « lutte pour l'intégration avant l’heure ». Une analogie étonnante pour justifier sa loi dite luttant contre le « séparatisme islamiste » » commente Naïm Sakhi dans L'Humanité tandis que Sarah Benichou s'offusque : « On apprend donc que ce grand moment de l’antisémitisme d'État napoléonien sert de boussole à notre ministre de l'Intérieur qui affirme, dans son dernier livre, que la présence de « milliers de juifs » en France fut une « difficulté à régler » ». La mention des extraits sus-cités par Edwy Plenel dans l'émission C ce soir le 22 mars donnera un fort écho à la polémique sur les réseaux sociaux notamment : « Mardi soir, les termes « Napoléon », « Plenel », « Juifs » et « Darmanin » étaient parmi les sujets les plus commentés de Twitter en raison de la polémique. », relèvera The Times of Israel.

### Accusations de sexisme
Le 8 février 2022, invité sur BFM TV, Gérald Darmanin a un échange très tendu avec la journaliste Apolline de Malherbe. Critiquant « une présentation très rapide et un peu populiste » des statistiques sur la sécurité sur lesquelles la journaliste l'interroge, il répond « Calmez-vous, madame, ça va bien se passer. »,,. De nombreux journalistes et personnalités dénoncent un comportement inapproprié du ministre de l'Intérieur.
Après les accusations de sexisme portées en 2022 à l'encontre de Gérald Darmanin à la suite de son échange avec la journaliste Apolline de Malherbe sur BFM TV, Morgane Jumez évoque sur son compte Instagram, selon plusieurs[Lesquels ?] médias, « le comportement inadmissible » de son ex-époux, ajoutant : « ceux qui le connaissent savent… j'en fais partie ».

### Intimidation contre la Ligue des droits de l'Homme
À la suite de leurs opérations contre les mouvements d'opposition aux méga-bassines en France en 2023, les forces de l'ordre françaises sont critiquées pour avoir interdit l'approche d'hélicoptères de secourisme et de services mobiles d'urgence et de réanimation pour évacuer des blessés, ce qui est considéré par des observateurs de la Ligue des droits de l'Homme comme des « cas d'entraves aux secours ».
À la suite de cette prise de position de la Ligue des droits de l'Homme, Gérald Darmanin déclare qu'il « ne connait pas les subventions données par l’État mais ça mérite d’être regardé dans le cadre des actions qu’ils ont pu mener [à Sainte-Soline] » ; cette déclaration est décrite comme une intimidation du ministre à l'encontre de la Ligue des droits de l'Homme et suscite de nombreuses réactions des ONG comme de l'opposition. Le député Aurélien Taché y voit un ministre qui « quitte pour de bon l'espace républicain », tandis que le patron du Parti socialiste Olivier Faure souligne la volonté de Gérald Darmanin de « faire plier tous les contre-pouvoirs » comme dans les régimes autoritaires. La Ligue des droits de l'Homme répondra aux menaces par une déclaration au ministre, en indiquant « Les actions qui ont pu être menées par la LDH depuis plus de 120 ans sont la défense des droits et libertés de toutes et tous, ne vous en déplaise, en particulier la défense de la liberté de manifester mise à mal par votre politique de maintien de l'ordre ».
Les propos sont largement commentés par la presse nationale et internationale, ; l'avocat pénaliste Henri Leclerc, ancien président de la Ligue des droits de l’Homme (1995-2000), interroge notamment la portée des propos : « La question est de savoir si c’est la position de l’État ou un dérapage de plus du ministre ». Le ministre Clément Beaune prend la parole quelques jours plus tard pour affirmer que Gérald Darmanin a « exprimé une position personnelle », et précise que « la Première ministre et le ministre de l'Éducation, qui financent la Ligue des droits de l'Homme, n'ont pas exprimé la moindre intention de réduire les subventions ».

### Propos répétés concernant le gouvernement italien
La nomination de Giorgia Meloni comme présidente du Conseil des ministres d'Italie en octobre 2022 et la volonté de cette dernière de mettre un terme à la crise migratoire suscite l'opposition du gouvernement français. Lors de l’affaire de l’Ocean Viking, Gérald Darmanin déclare qu’« avec Giorgia Meloni au pouvoir, l’Italie est devenue "l’ennemi de la France" ». Pour Il Giornale, les ministres d'Emmanuel Macron ont lancé une attaque « excessive » contre l'Italie, qui a pris « des contours presque grotesques ». Selon le quotidien, le terme d'« ennemi » n'a jamais été utilisé au sein du parlement d'un État européen à aucun autre pays de l'Union et le fait que cette définition provienne d'un ministre, qui est le porte-parole du chef de l’État, sans que ce dernier n'intervienne pour s'en désolidariser, semble encore plus grave.
En mai 2023, après qu’il a déclaré que Giorgia Meloni est « incapable de régler les problèmes migratoires » de l'Italie, alors que le pays fait face à un nombre record d'arrivées illégales, les responsables politiques italiens fustigent unanimement ces propos. L'opposition italienne, elle-même, dénonce l'attitude du ministre français. Le ministre italien des Affaires étrangères Antonio Tajani, annule sa venue en France en représailles et fait part dans les colonnes du Corriere della sera de son incompréhension face à « une insulte gratuite et vulgaire ». Peppe Provenzano, vice-secrétaire du Parti démocrate, juge que Gérald Darmanin « peut se consacrer sereinement à ses problèmes internes. Mais la énième crise diplomatique avec la France (…) n'est pas dans l'intérêt national. » Cette unanimité de la classe politique traduit, pour Le Figaro, « la susceptibilité italienne face à ce qui est perçu comme une arrogance française ».

### Affaire du PSG
Début 2024, Médiapart révèle que Gérald Darmanin a aidé le club Paris Saint-Germain Football Club (PSG) à ne pas payer d'impôts sur le transfert d'un joueur au détriment du Trésor public. Manon Aubry, députée spécialiste des sujets de fraude et d’optimisation fiscales, saisit alors la justice pour des soupçons de complicité de fraude fiscale. Les juges chargés de plusieurs enquêtes autour du PSG ordonnent une perquisition des locaux de la DGPIP au ministère de l'économie et des finances le 15 janvier.
En septembre de la même année, Mediapart affirme que la justice possède des SMS attestant de l'implication de Gérald Darmanin dans les affaires fiscales du PSG.

### Controverses sur le Wiktionnaire
À la suite de la publication d'une vidéo parodique de Pierre-Emmanuel Barré, dans le 18e jour du Journal du Confinement, Gérald Darmanin est assimilé à un étron dans la bouche de plusieurs humoristes. C'est notamment le cas de David Azencot, au micro de Rire et Chansons, le 20 juin 2023, ou encore dans La Chronique Langue de Laélia Veron,. Durant l'année 2023, toujours, la communauté du Wiktionnaire vit une guerre d'édition sur la page dédiée au mot « Darmanin » afin de le définir comme un synonyme d'étron. Le terme est supprimé de la page le 8 octobre 2023, à la suite d'une décision de la communauté du Wiktionnaire.

## Affaires judiciaires

### Accusations de viol et de harcèlement en 2017
En 2009, Sophie Patterson-Spatz, une sympathisante de l'Union pour un mouvement populaire (UMP) et ancienne escort-girl, contacte le parti pour tenter de faire annuler une condamnation de 2004,. Le 17 mars 2009, elle se présente au siège du parti, où elle est mise en relation avec Gérald Darmanin, qui la reçoit en tant que chargé de mission au service des affaires juridiques du parti. Par la suite, les deux ont un rapport sexuel,. Après cette soirée, Gérald Darmanin écrit en sa qualité de conseiller municipal de Tourcoing à la garde des Sceaux, Michèle Alliot-Marie, pour lui demander « de bien vouloir faire recevoir Mme Patterson ou, pour le moins faire étudier sérieusement son dossier ».
Sophie Patterson-Spatz estime avoir été instrumentalisée et forcée de « passer à la casserole ». Apprenant la nomination de Gérald Darmanin au gouvernement en mai 2017, elle entend obtenir sa démission. Pierre Spatz, l'époux de Sophie Patterson-Spatz, écrit au garde des Sceaux, François Bayrou, pour dénoncer le nouveau ministre pour ces faits allégués. Les époux contactent par ailleurs Caroline de Haas, qui interprète pour la première fois les faits comme un viol. Sur les conseils d’une avocate recommandée par Caroline de Haas, Sophie Patterson-Spatz présente dès lors le rapport sexuel comme non-consenti, obtenu par la surprise et constitutif d’un viol. Gérald Darmanin ne nie pas l'existence du rapport sexuel, l'envoi d'une lettre à la garde des Sceaux en faveur de la plaignante ni l'existence d'échanges SMS allant dans ce sens, mais conteste le défaut de consentement — en particulier le recours à la surprise — et en conséquence la qualification de viol,. Une première plainte est déposée et classée sans suite en juillet 2017.

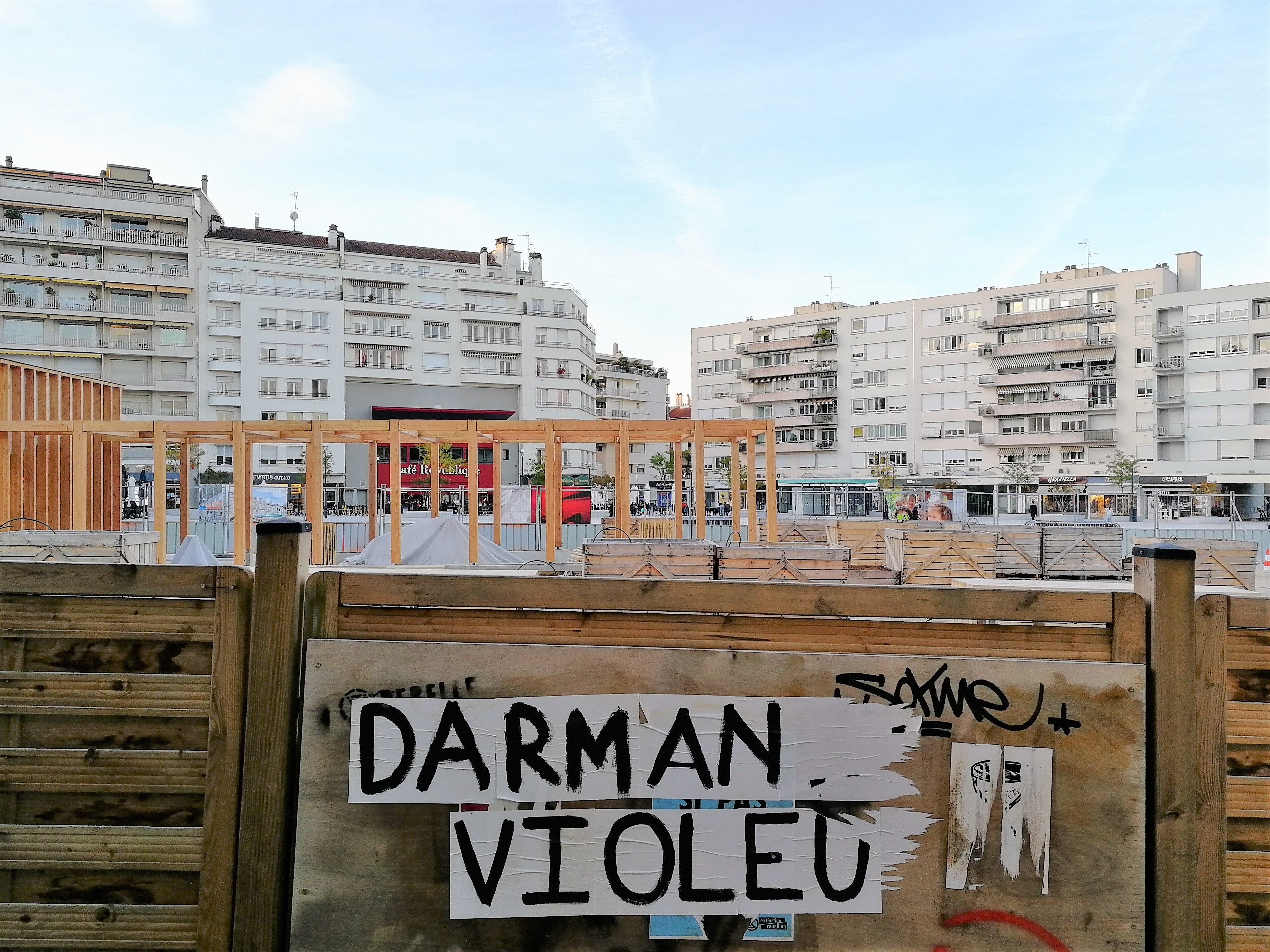
Collage féministe Darmanin violeur à Limoges en 2020.

En janvier 2018, une nouvelle plainte est déposée pour viol, harcèlement sexuel et abus de confiance,. L’affaire sort dans les médias le même mois avec un article du Monde révélant cette plainte,. À la suite d'une deuxième enquête, la plainte est de nouveau classée sans suite en février 2018. Une troisième plainte pour les mêmes faits, cette fois avec constitution de partie civile, force le parquet à déclencher l'action publique et entraîne la désignation d'un juge d'instruction. À la mi-août 2018, un juge d'instruction parisien prononce une ordonnance de non-lieu, suivant les réquisitions du parquet. Il écrit : « Le défaut de consentement ne suffit pas à caractériser le viol. Encore faut-il que le mis en cause ait eu conscience d'imposer un acte sexuel par violence, menace, contrainte ou surprise ». Cette phrase, d’apparence choquante, est expliquée par la rédactrice en chef de Madmoizelle comme signifiant que : « si une personne ne consent pas « dans sa tête » mais ne l’exprime pas, et semble — voire prétend — consentir, alors il n’y a aucun moyen pour l’autre de savoir qu’il est en train d’enfreindre la loi ».
La plaignante interjette appel du non-lieu, mais est déboutée, la cour d'appel jugeant l'appel hors-délai dans une ordonnance rendue en octobre 2018. En novembre 2019, la décision de la cour d'appel est annulée par la Cour de cassation, se fondant sur un vice dans la procédure : la notification du non-lieu étant intervenue trop tardivement. En conséquence, le 9 juin 2020, la cour d'appel de Paris ordonne la reprise des investigations sur les accusations de viol, harcèlement sexuel et abus de confiance,,. Gérald Darmanin est entendu en décembre 2020 sous le statut de témoin assisté. Un nouveau non-lieu est prononcé en juillet 2022 puis confirmé en appel en janvier 2023 et en cassation en février 2024, mettant définitivement fin au volet judiciaire de l’affaire.

### Accusations d'abus de faiblesse en 2018
Gérald Darmanin est accusé d'abus de faiblesse par une habitante de Tourcoing, qui porte plainte en février 2018. Elle l'accuse de l'avoir obligée à des relations sexuelles en échange de l'obtention d'un logement et d'un emploi en 2015. L'enquête a été classée sans suite en mai 2018 : le ministère public déclare que « les actes d'enquête réalisés n’ont pas permis d'établir l'absence de consentement de la plaignante et n’ont pas caractérisé davantage l’existence d'une contrainte, d’une menace, d'une surprise ou d’une quelconque violence à son endroit ».
Le 2 mars 2018, Gérald Darmanin porte plainte envers la plaignante pour « dénonciation calomnieuse », plainte qu'il retire le 29 octobre suivant.
Le 21 juillet 2020, l'association Pourvoir féministe effectue diverses saisines pour relancer cette affaire au motif du trafic d'influence, estimant que si la plaignante a retiré sa plainte, elle continue de bénéficier de biens publics (logement social et emploi public),. L'ancienne plaignante manifeste alors son soutien à Gérald Darmanin. Le parquet de Paris classe l'affaire sans suite le 2 septembre 2020.

## Publications
- Chroniques de l'ancien monde : Quand la droite s’est perdue, éditions de l'Observatoire, 2017. Récit sur la déroute de la droite à l'élection présidentielle de 2017[200].
- Le Séparatisme islamiste. Manifeste pour la laïcité, éditions de l'Observatoire, 2021. Ouvrage où il explique les raisons et défend son projet de loi pour les valeurs républicaines[201].

## Distinctions
- Médaille d'or de la jeunesse et des sports (2012)[202]

## Détail des mandats et fonctions

### Au gouvernement
- 2017-2020 : ministre de l'Action et des Comptes publics.
- 2020-2024 : ministre de l'Intérieur (et des Outre-mer à partir de 2022).
- Depuis 2024 : ministre d’État, garde des Sceaux, ministre de la Justice.

### À l'Assemblée nationale
- 2012-2016, 2022 et 2024-2025 : député, élu dans la dixième circonscription du Nord.

### Au niveau local
- 2008-2014 : conseiller municipal de Tourcoing.
- 2008-2012 : conseiller métropolitain de la Métropole européenne de Lille.
- 2010-2014 : conseiller régional du Nord-Pas-de-Calais.
- 2014-2017 et 2020 : maire de Tourcoing.
- 2014-2018 : quatrième vice-président de la Métropole européenne de Lille.
- 2016-2020 : conseiller régional des Hauts-de-France.
- 2016-2017 : deuxième vice-président du conseil régional des Hauts-de-France.
- 2017-2020 : premier adjoint au maire de Tourcoing[203].
- Depuis 2020 : conseiller municipal de Tourcoing, délégué à l'attractivité[204].
- 2021-2022 : conseiller départemental du Nord, élu dans le canton de Tourcoing-2.

### Autres
- En 2019 : membre du conseil d'administration de l’Institut d'études politiques de Lille[205].
- Depuis 2014 : président de la SEM Ville Renouvelée[206].
- Depuis 2016 : président du SMIRT[207].

## Résultats électoraux

### Élections législatives
| Année | Parti | Parti | Circonscription | 1er tour | 1er tour | 1er tour | 2d tour | 2d tour | 2d tour | Issue |
| Année | Parti | Parti | Circonscription | Voix     | %        | Rang     | Voix    | %       | Rang    | Issue |
| ----- | ----- | ----- | --------------- | -------- | -------- | -------- | ------- | ------- | ------- | ----- |
| 2012  |       | UMP   | 10e du Nord     | 9 355    | 24,93    | 2e       | 19 585  | 54,88   | 1er     | Élu   |
| 2022  |       | LREM  | 10e du Nord     | 11 950   | 39,08    | 1er      | 16 193  | 57,82   | 1er     | Élu   |
| 2024  |       | RE    | 10e du Nord     | 17 512   | 36,03    | 1er      | 28 603  | 61,40   | 1er     | Élu   |

### Élections départementales
| Année | Parti | Parti | Canton                | %        | %       | Issue |
| Année | Parti | Parti | Canton                | 1er tour | 2d tour | Issue |
| ----- | ----- | ----- | --------------------- | -------- | ------- | ----- |
| 2021  |       | DVD   | Canton de Tourcoing-2 | 54,1     | 64,9    | Élu   |

### Élections municipales
| Année | Parti | Parti | Commune   | Position      | %        | %       | Sièges obtenus |
| Année | Parti | Parti | Commune   | Position      | 1er tour | 2d tour | Sièges obtenus |
| ----- | ----- | ----- | --------- | ------------- | -------- | ------- | -------------- |
| 2014  |       | UMP   | Tourcoing | Tête de liste | 37,8     | 45,6    | 39 / 53        |
| 2020  |       | LREM  | Tourcoing | Tête de liste | 60,9     |         | 46 / 53        |

## Pour approfondir